# Politzariellinae
De Politzariellinae vormen een onderfamilie van vlinders uit de familie van de Houtboorders (Cossidae). De wetenschappelijke naam van deze onderfamilie is voor het eerst gepubliceerd door Roman Viktorovitsj Jakovlev in 2011.

## Geslachten
(Tussen haakjes het aantal soorten binnen het geslacht)
- Geraldocossus Yakovlev & Sáfián, 2016 (1)
- Holcoceroides Strand, 1913 (3)
- Politzariella Yakovlev, 2011 (5)